# مقعد قذفي

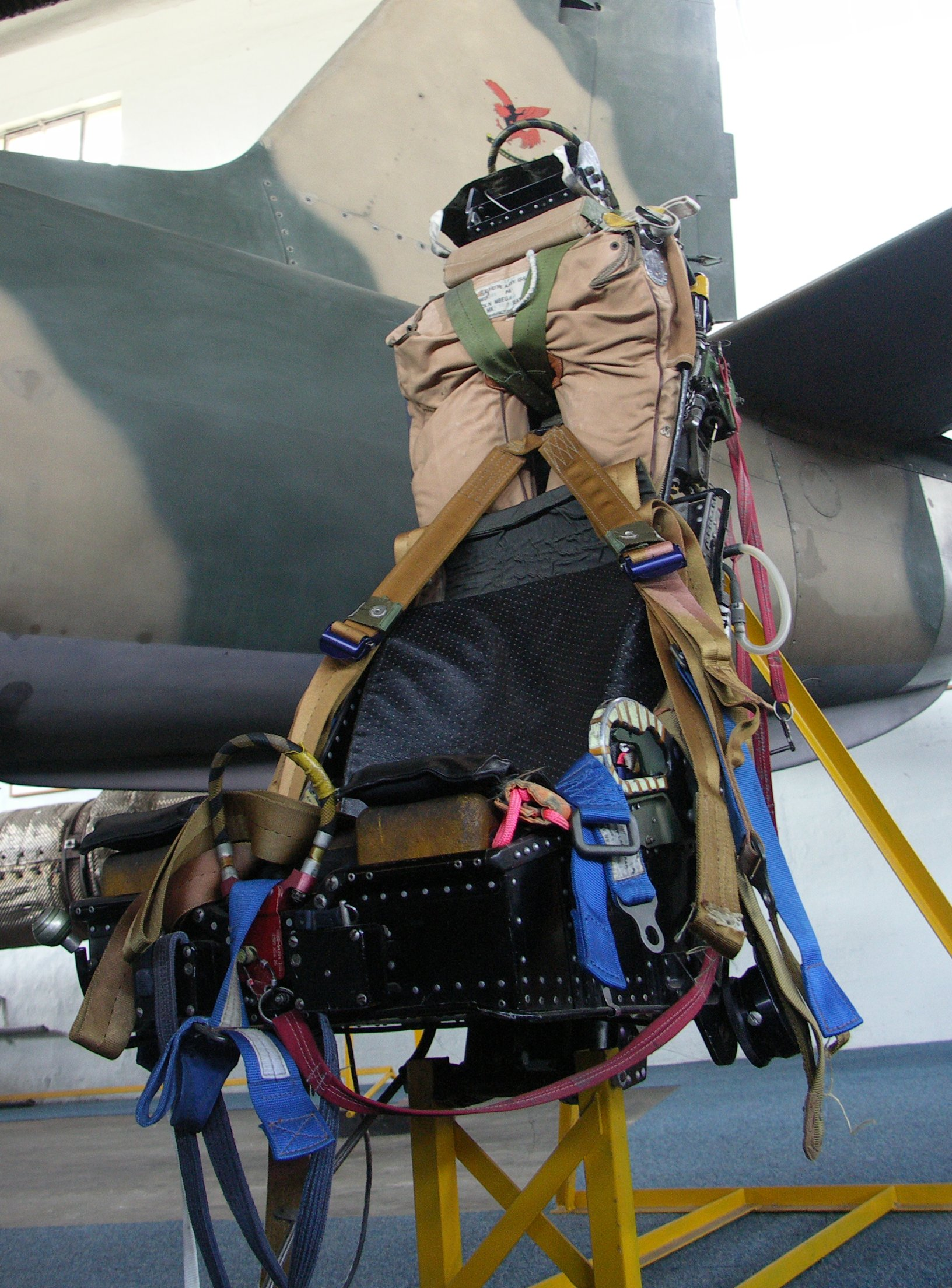
مقعد قذفي من نوع مارتن بايكر.

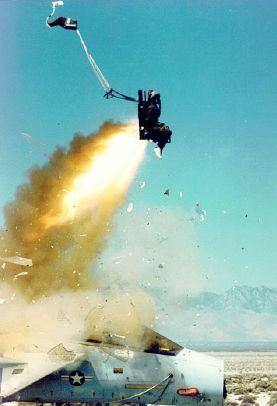
اختبار مقعد قذفي لطائرة إف - 15 إيغل تابعة.

المِقْعَد القَذْفِيّ ويسمى أيضًا مقعد القَذْف هو نظام مصمّم لإنقاذ قائد طائرة (عادة عسكرية) أو أحد أفراد طاقمها في حالة طوارئ. ينطلق مقعد نجاة الطيار بالقوة g قدرها بين g 20 – g 15 .